# Canícula
La canícula comprende la temporada del año durante la cual el calor es más fuerte en el hemisferio Norte. La duración oscila entre cuatro y siete semanas, dependiendo del lugar, y sus días son conocidos como «caniculares».
La canícula comienza unas semanas después del solsticio de verano del hemisferio norte (que tiene lugar en torno al 21 de junio y que es la época en la que el sol del mediodía está a la máxima altura posible sobre el horizonte). Una fecha aproximada es a mediados de julio

## Origen del término
De la expresión «canícula», derivada de canes (perros) y su alusión al fenómeno de calor abrasivo, existe un fundamento astronómico: alude a la constelación Can Mayor/Canícula y su estrella Sirio, La Abrasadora, cuyo orto helíaco coincidía con el fenómeno de calor abrasivo en el hemisferio boreal. Así lo ratifica el astrónomo Joachim Herrmann (1986):

su primera salida, es decir su reaparición como estrella visible en el cielo de la mañana después de su período de invisibilidad, coincidía hace algunos siglos con los días más calurosos. De ahí proviene el calificativo de días perros.

Sin embargo, debido a la precesión del eje terrestre, actualmente reaparece Sirio en el cielo matutino a principios de septiembre. Según comenta Herrmann (1986): 

La procedencia de la denominación Sirio no está del todo clara. Tal vez el nombre procede de la astronomía de la antigua Babilonia y [...] la misma palabra significa la abrasadora.

## Historia
Hace 5.300 años, el fenómeno de la canícula abrasadora aparecía hacia el 21 de junio (en el solsticio de verano boreal), en coincidencia con el evento estelar de la reaparición matutina, el orto helíaco de la estrella Sirio, La Abrasadora (Herrmann, 1990), de la constelación Canícula / Can Mayor (orto del astro que se produce casi una hora antes que la salida del sol). Sin embargo, actualmente, debido a la precesión del eje terrestre, Sirio reaparece en el cielo matutino a principios de septiembre (Herrmann, 1986), a la vez que el tiempo de más calor comienza 75 días antes, el 21 de junio: el solsticio de verano.
Mediante una sencilla regla de tres, si se sabe que hace miles de años el orto de la Canícula ocurría el 21 de junio y en la actualidad tal hecho astronómico sucede el 5 de septiembre, hay un desfase de 75 días. Conocido el período de la precesión de 25.770 años (las constelaciones se van corriendo con los años, y volverán a coincidir transcurridos 25.770 años, es decir tendrán un desfase de 365 días), para el desfase de 75 días, la cantidad de milenios pasados, en números redondos, es de 5.300 años (25.770 × 75 / 365 = 5.295).
Por lo cual, hace 5.300 años, al fenómeno de la canícula se le habría denominado así porque sólo entonces era cierto que la canícula / el tiempo de más calor era coincidente con el orto helíaco de la constelación Canícula, al que debe su nombre, y también con el orto de la estrella Sirio, La Abrasadora. 
Gran parte de la importancia del vocablo está relacionada con que durante el período canicular aparecían enfermedades, como la peste, derivadas del elevado calor. Según aporta Saz Saz (1985, 12), en el Corpus Hipocraticum se documenta: 

Hay que guardarse también de la salida de las constelaciones, primero la de Canícula, luego la de Arturo y también de la puesta de las Pléyades, pues es sobre todo en estos días cuando se juzgan las enfermedades; unas son mortales, otras cesan y todo lo demás toma otra forma y otra constitución.

## Calor al inicio del verano
La causa de que haga más calor o frío en determinado lugar de nuestro planeta no depende de que se esté más cerca o más lejos del Sol sino de la inclinación del eje terrestre con respecto a este astro. Por ello cuando en un hemisferio se sufren las mayores temperaturas en el opuesto se alcanzan las mínimas.
El solsticio de verano, que ocurre alrededor del 21 de junio en el hemisferio norte, denota el día que en esa semiesfera terrestre se reciben más horas de luz solar y marca el inicio del verano. Respecto de esto último, si 21 de junio es el día que se reciben más horas de radiación solar, la razón de que a esta fecha se le considere el inicio del verano, no su máximo, se explica por el comportamiento de los océanos. Puesto que estas enormes masas hídricas se calientan y se enfrían lentamente, el 21 de junio, fecha de inicio del verano, los océanos del hemisferio norte continúan aún templados, lo cual retrasa los días de mayor calor.
Los días más calurosos del hemisferio norte tienen lugar más de un mes después del 21 de junio y se les denomina caniculares. En las zonas de clima continental este efecto es menos acusado, y las temperaturas máximas suceden antes. De esta manera los océanos funcionan como amortiguadores de la temperatura global del planeta, y evitan cambios bruscos de temperatura entre una estación del año y la siguiente. Esto es posible gracias a que el calor específico del agua es muy grande. El calor específico de una sustancia indica cuánta energía calorífica se requiere por unidad de masa para que esa sustancia eleve su temperatura 1 kelvin (1 °C). De igual modo los días muy fríos del invierno serán (en promedio) un mes más tarde.
Es frecuente que durante la canícula haya un balance negativo entre la cantidad de agua llovida y la evapotranspiración. Ocurre generalmente durante julio y agosto en el hemisferio norte.